# Chrześcijańskie Kościoły Irlandii
Chrześcijańskie Kościoły Irlandii (ang. Christian Churches Ireland) – jeden z kościołów zielonoświątkowych w Irlandii. Wchodzi w skład Światowej Wspólnoty Zborów Bożych, a do 2016 roku funkcjonował pod nazwą Zbory Boże Irlandii. Liczy 4,2 tys. wiernych w 27 zborach.
Jest to druga pod względem wielkości denominacja zielonoświątkowa w Irlandii, po Odkupionym Chrześcijańskim Kościele Bożym.